# Baltasara de los Reyes Bustamante
María Baltasara de los Reyes Bustamante (Santo Domingo, 6 de gener de 1798 - Santa Cruz de Gato, 1867) va ser una militar i independentista dominicana, primera dona en esdevenir infant de marina a la República Dominicana.

## Biografia
Va néixer a Santo Domingo el 6 de gener de 1798, filla de Micaela Bustamante. D'origen humil i d'ascendència africana, aquestes dues raons van marcar una forta discriminació per part de la societat del moment. Es desconeix qui era el seu pare, i erròniament s'ha dit que el seu cognom era «de los Reyes», quan de fet era la segona part del seu nom, que, juntament amb Baltasara, li van posar per haver nascut el dia de Reis.
Va casar-se el 2 de maig de 1812 amb Francisco Acosta, un fuseller naval portugués, conegut pel sobrenom «El Portuguès», mort el desembre de 1819. El matrimoni va tenir Juan Alejandro Acosta, un destacat personatge de la guerra d'independència dominicana, i Lucía, que va néixer poc abans de la mort del seu pare.
Va ser membre de la societat secreta La Trinitaria, una societat que va incloure les dones en el seus plans de crear una nova nació. Al servei del moviment independentista, Bustamante va dur a terme encàrrecs que li van demanar. És coneguda també per haver estat la primera dona dominicana en prendre les armes durant la guerra d'independència, el dia 27 de febrer de 1844, i també la matinada de l'endemà fent guàrdia a la Porta de la Misericòrdia, al costat del grup que va proclamar la independència de la República Dominicana.
Durant la guerra, va ocultar a casa seva a Juan Pablo Duarte, que va ser perseguit per l'exèrcit haitià, que el considerava ideòleg i precursor del moviment independentista. Curiosament, la casa de Bustamante era just davant de la de Duarte, per tant, el fet d'estar tan a prop de casa seva va fer que passés desapercebut.
Fou la primera dona membre de la infanteria de marina del país, de fet la seva tasca com a tal li van valer el grau de general de Marina.
Va morir a Santa Cruz de Gato, a la província de La Altagracia, el 1867.

## Homenatges
La seva acció va inspirar la destacada poetessa dominicana, Josefa Perdomo, a escriure el poema titulat «27 de febrero», on exalta la contribució de Baltasara a la causa independentista.
Té un carrer dedicat a Santo Domingo, al barri de Villa Consuelo. Durant uns anys, per confusió de l'administració amb el rei Baltasar, el carrer va passar a estar mal retolat.